# Difesa Marshall
La difesa Marshall o variante Marshall, è un'apertura scacchistica, variante del gambetto di donna, caratterizzata dalle seguenti mosse:
1. d4(?) d5
2. c4 Cf6

Deve il suo nome allo scacchista statunitense Frank Marshall. In tempi recenti non viene utilizzata spesso.

## Continuazioni
Fra le varie continuazioni:
- 3.cxd5 Cxd5 4.e4 Cf6 5.Cc3 e5!
- 3.cxd5 Cxd5 4.Cf3 Af5 5.Db3 Cc6 6.Cbd2
- 3.cxd5 Cxd5 4.Cf3 e6 5.e4 Cf6 6.Cc3 c5 7.d5!?

| Controllo di autorità | GND (DE) 4812335-3 |